# Judenrampe

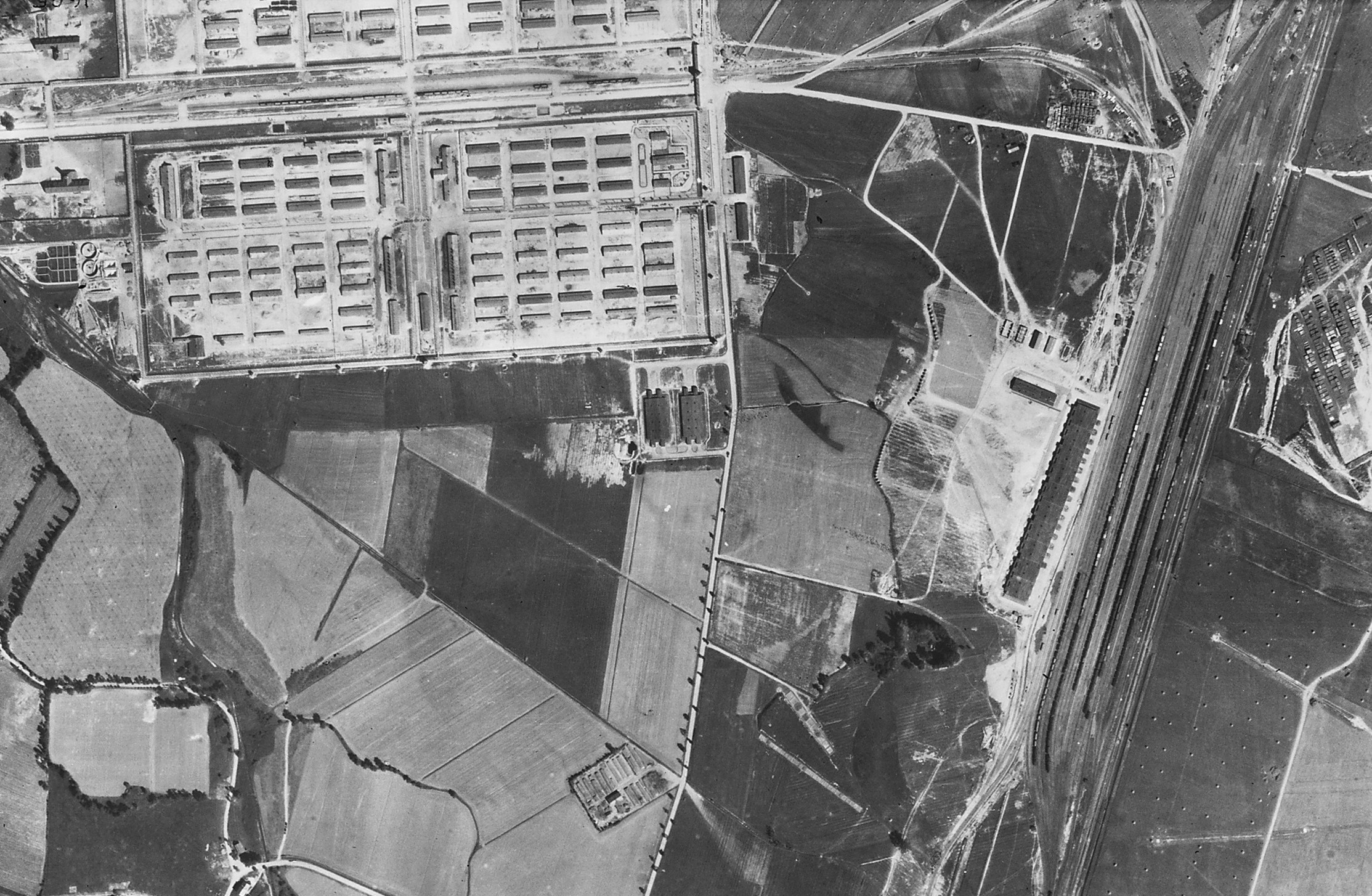
Luchtfoto uit augustus 1944. Links het kamp Auschwitz-Birkenau, rechts het spoorterrein met de Judenrampe en een aftakking naar het Birkenauperron. Het grote gebouw langs het spoor is een kamploods voor de opslag van aardappelen en groenten

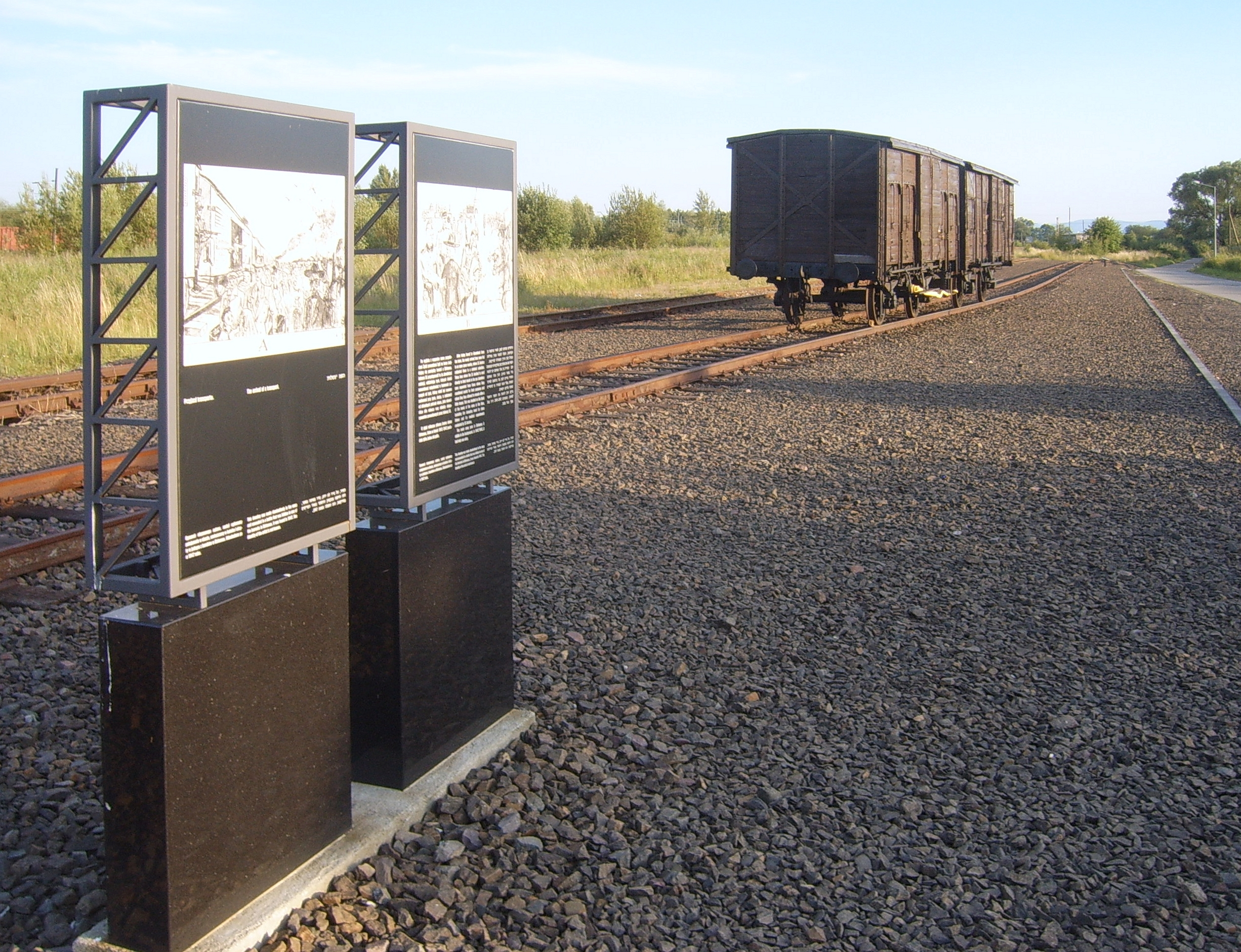
Gerestaureerde goederenwagon

De Judenrampe was een overslagperron aan het spoor ongeveer een kilometer ten zuiden van het station van Auschwitz. Als onderdeel van Bahnhof West van het vernietigingskamp Auschwitz-Birkenau werd het aangelegd om wagons (meestal goederenwagons) te lossen waarin nazi's transporten van gevangenen - voornamelijk joden - uit heel bezet Europa brachten, waaronder de Jodentransporten vanuit Nederland.
Het perron bevond zich halverwege tussen de kampen van Auschwitz I en Auschwitz-Birkenau, maar het eerste kamp had een eigen perron, kleiner en dichterbij, soms Polakenrampe genoemd. Judenrampe diende bijna uitsluitend voor het vernietigingskamp Birkenau, waarnaar een weg leidde. Selectie van de slachtoffers in twee groepen vond direct op de Judenrampe plaats. Families werden er verdeeld, hun bezittingen beroofd en SS-artsen kozen de slachtoffers voor hun medische experimenten.
Het houten perron werd in 1943 vanwege onderhoud vervangen door een betonnen perron. In 1944 bouwden de nazi's met het oog op de plannen om honderdduizenden Hongaarse joden te vermoorden het selectieperron in het Birkenau-kamp zelf met een enkelsporige aftakking uitkomend nabij de Judenrampe. In deze tijd werd de Judenrampe in mindere mate gebruikt.
Na de oorlog is het verlaten perron en de rails naar het kamp toe overwoekerd geraakt met struiken. Delen van de rails zijn verwijderd. Het voormalige perron ligt buiten de beschermde werelderfgoedzone.

## Judenrampe Memorial Site
In 2004 werd 80 meter westelijk ten opzichte van het oorspronkelijke perron ter herinnering een spoor en perron aangelegd met financiële hulp van de Fondation pour la Mémoire de la Shoah uit Parijs in samenwerking met de gemeente van Brzezinka. Twee wagons uit de oorlogsjaren werden op het spoor gezet. De ceremoniële opening van het vernieuwde perron vond plaats op de 60e verjaardag van de bevrijding van het kamp op 27 januari 2005 in aanwezigheid van onder andere de Franse president Jacques Chirac.